# Fernando Giner Grima
Fernando Giner Grima (Valencia, 10 de octubre de 1964) es un economista y político español, especializado en marketing y estrategia, consultor de empresa familiar y profesor en varias escuelas de negocios. Fue el portavoz del partido liberal Ciudadanos-Partido de la Ciudadanía en el Ayuntamiento de Valencia, como miembro de la oposición, y para toda la Comunidad Valenciana.

## Biografía

### Orígenes y formación
Hijo menor de una familia con tradición empresarial, Giner estudió en el colegio privado concertado católico Ntra. Sra. del Pilar, perteneciente a la orden marianista. 
En 1987  se licenció en Ciencias Empresariales por la Universidad de Valencia, completando su formación en 1990 con un Master in Business Administration(MBA) por el IESE Business School de la Universidad de Navarra.

### Gestor de empresas familiares
Comenzó su andadura profesional en la firma “Manantiales y Contratas” que formaba parte del grupo lácteo “El Prado Cervera” del que también fue consejero. Gestionó otros negocios familiares en el sector de los concesionarios oficiales de automóviles mientras emprendía sus proyectos personales en distribución de bebidas y en una cadena de fruterías. Tras la venta en 1999 de El Prado Cervera al grupo francés 3A, con sede en Toulouse, dejó el grupo familiar. 
Fue miembro de la Comisión ejecutiva de la Asociación Valenciana de Caridad, Casa Caridad, desde 1995.[cita requerida]

### Consultor y docente (2000-2013)
Durante la primera década del siglo XXI ha combinado la consultoría con la formación y la docencia. Desde 2000 dirigió la Escuela de negocios Estema, adscrita hoy a la Universidad Europea de Madrid.  Durante esta etapa diseñó, implantó y dirigió los MBA en cinco categorías distintas, llegando a situar el MBA dentro del ranking de los 10 mejores programas en España en 2007.
En 2006 fue nombrado presidente de la Comisión del Centenario y Vicepresidente de marketing y comunicación, desde donde diseñó la campaña 365 comidas solidarias (premiada por Actualidad Económica como una de las 100 mejores ideas del año 2007).
En 2008 escribió el libro El Reto, que analizaba la crisis española, su duración y su estructura en forma de “L”, al que siguió El Debate, que introducía el análisis de la “decadencia de Europa Occidental” dentro del contexto económico mundial y su efecto sobre las nuevas condiciones de trabajo. Desde entonces ha colaborado en Las Provincias como analista económico, e impartido conferencias. 
En 2010 dejó la Escuela de Negocios Estema y se centró en la consultoría sin abandonar su faceta como profesor de marketing estratégico con el Centro de Estudios Financieros (CEF), el Instituto de Estudios Económicos del Mediterráneo (IEEM) y el INEDE, la Escuela de Negocios de la Universidad Católica de Valencia.
En 2012 fundó el Club de Estrategia y Gestión Empresarial (CEGE). Un año después la Asociación de Jóvenes Empresarios de Valencia le eligió Director de la Academia Emprende. También publicó de forma digital #13Principios para emprender, que adaptó en el proyecto, basado en el "crowdlearning", #13 historias reales.

### Salto a la política (desde 2014)
En 2014 se vinculó al partido político Ciudadanos, convirtiéndose en vocal del Comité Electoral Territorial de la Comunidad Valenciana. Tras presentar 278 avales válidos y sin rival alguno para las primarias, fue elegido en marzo de 2015 candidato de Ciudadanos para la alcaldía de Valencia en las elecciones municipales de 2015. Inició su campaña con una reunión con la Asociación de Vecinos de El Cabanyal-Canyamelar. Tras resultar elegido concejal en la oposición, fue designado portavoz de Ciudadanos-Partido de la Ciudadanía en el Ayuntamiento de Valencia y para el conjunto de la Comunidad Valenciana.
En agosto de 2015 pasó a formar parte de la ejecutiva nacional de Ciudadanos.
Fue el impulsor de una comisión de investigación sobre la Operación "Taula".

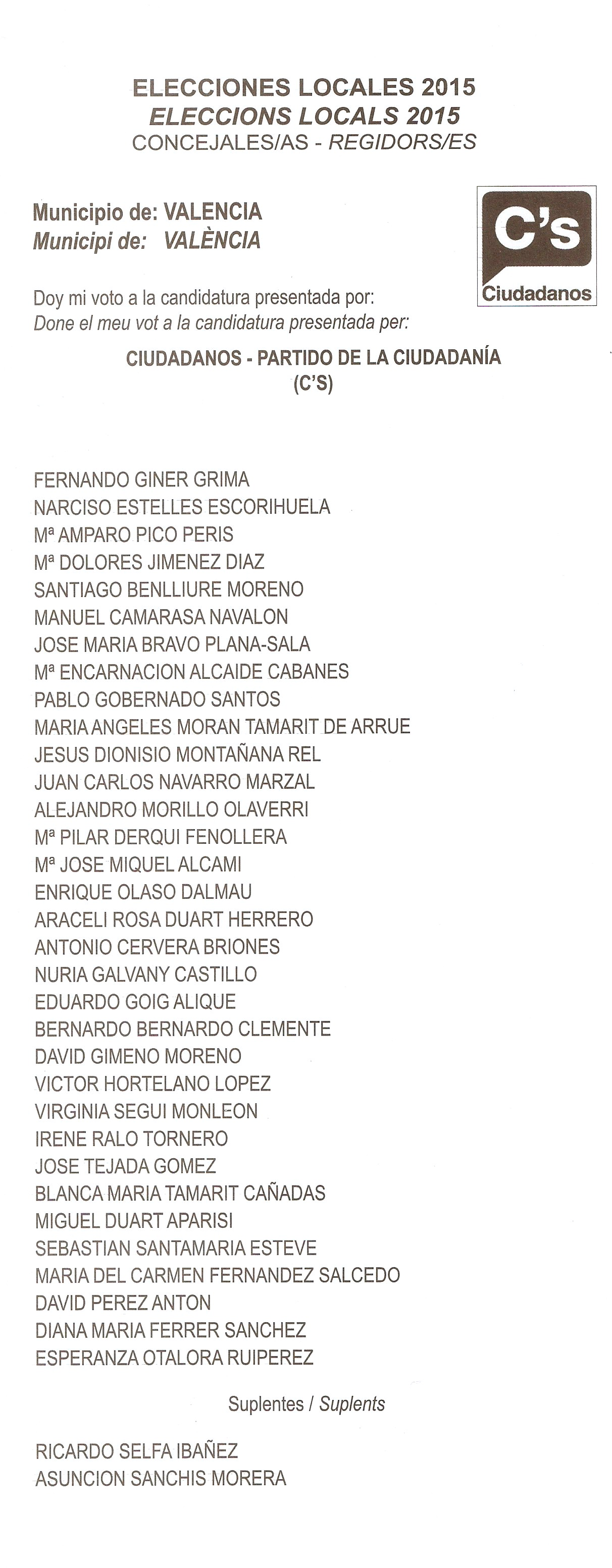

## Publicaciones
- GINER GRIMA, Fernando. El Reto. Romeu, Valencia, 2008,127 pag. ISBN 978-84-936786-2-3
- _____, El Debate.¿Estamos preparados para competir en un nuevo orden mundial? Romeu, Valencia,  2010. 120 pag. ISBN 978-84-935701-4-9
- _____, 13 principios para emprender. 2013. https://web.archive.org/web/20130822114633/http://fernandoginer.com/web/descargas/13-principios-para-emprender.pdf.